# Rauni Ranta

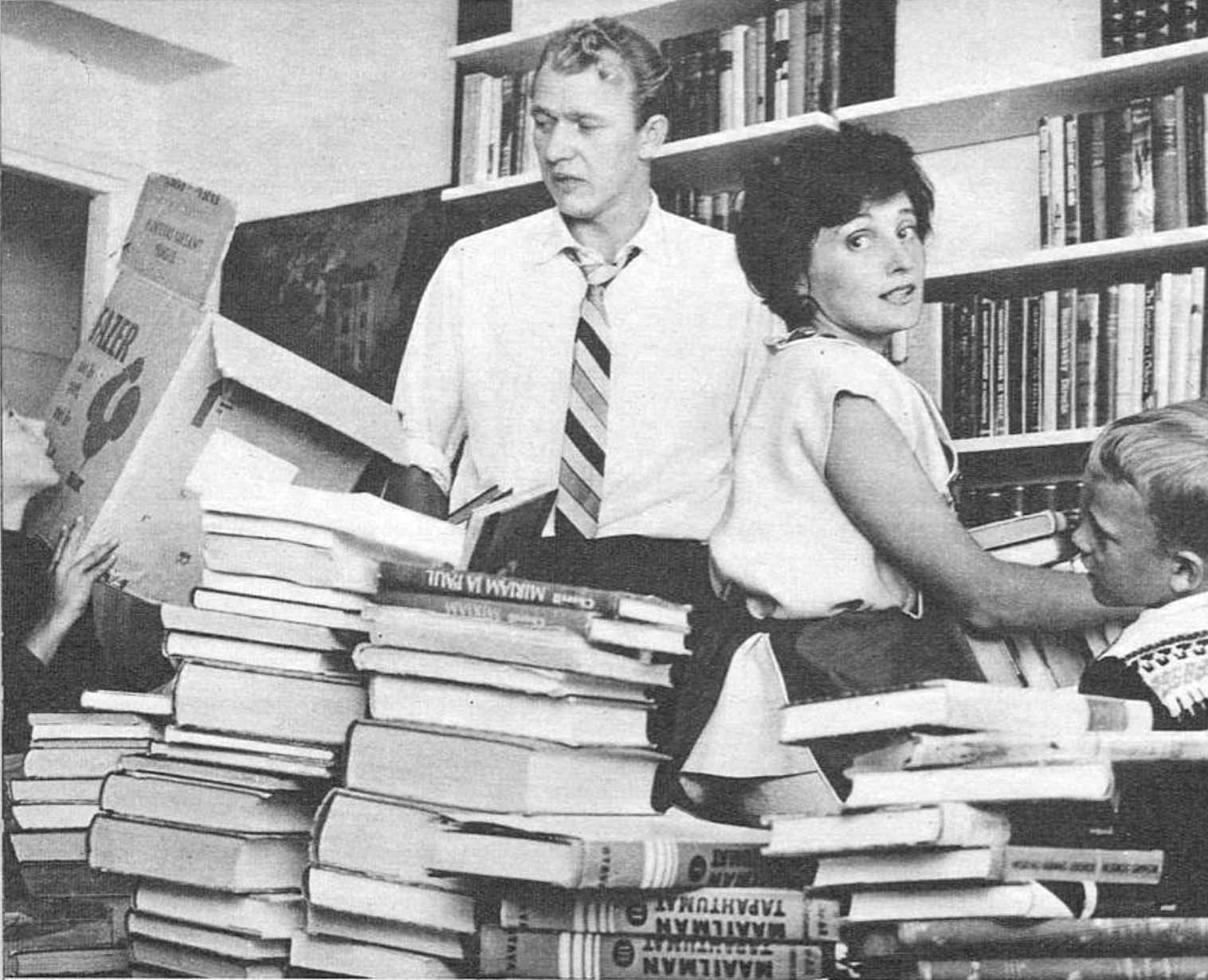
Rauni Ranta y su esposo, Kauko Helovirta, en 1961

Rauni Ranta (4 de diciembre de 1928 – 29 de enero de 2019) fue una actriz y directora finlandesa.

## Biografía
Su nombre completo era Rauni Kaarina Ranta, y nació en Víborg, en la actualidad parte de Rusia, siendo sus padres el compositor Sulho Ranta y la cantante y actriz Elli Ranta.
Se formó con la actriz en la escuela teatral, graduándose en el año 1949.  Era actriz teatral cuando conoció a su futuro esposo, el actor Kauko Helovirta.
En la década de 1970 trabajaba para Yleisradio, donde dirigía producciones de entretenimiento. Fue una de las creadoras del clásico del radioteatro de la emisora Knalli ja sateenvarjo.
Rauni Ratn falleció en el año 2019 en Helsinki, Finlandia.

## Filmografía (selección)
- 1962 : Pojat
- 1970 : Jussi Pussi
- 1970 : Akseli ja Elina
- 1973 : Meiltähän tämä käy
- 1970-1976 : Naapurilähiö (serie TV)